# 岳人の森
四国山岳植物園岳人の森（しこくさんがくしょくぶつえんがくじんのもり）は、徳島県名西郡神山町にある民間の植物園・キャンプ場。

## 地理
敷地面積は4haあり、土須峠近くの、標高1,300m級の山である砥石権現に続く登山道を中心に希少な植物が多く生息している。
植物園の開園は4月から11月までで、4月のシコクカッコソウや5月の1,500株のシャクナゲ、薄紫色のヒメシャガの群生などが見どころである。

## 施設
- 観月茶屋 - 飲食店及び休憩所。
- キャンプ場 - オートキャンプ・デイキャンプ